# Polyscias sandwicensis
Polyscias sandwicensis är en araliaväxtart som först beskrevs av Asa Gray, och fick sitt nu gällande namn av Porter Prescott Lowry och G.M.Plunkett. Polyscias sandwicensis ingår i släktet Polyscias och familjen araliaväxter. Inga underarter finns listade.

## Bildgalleri

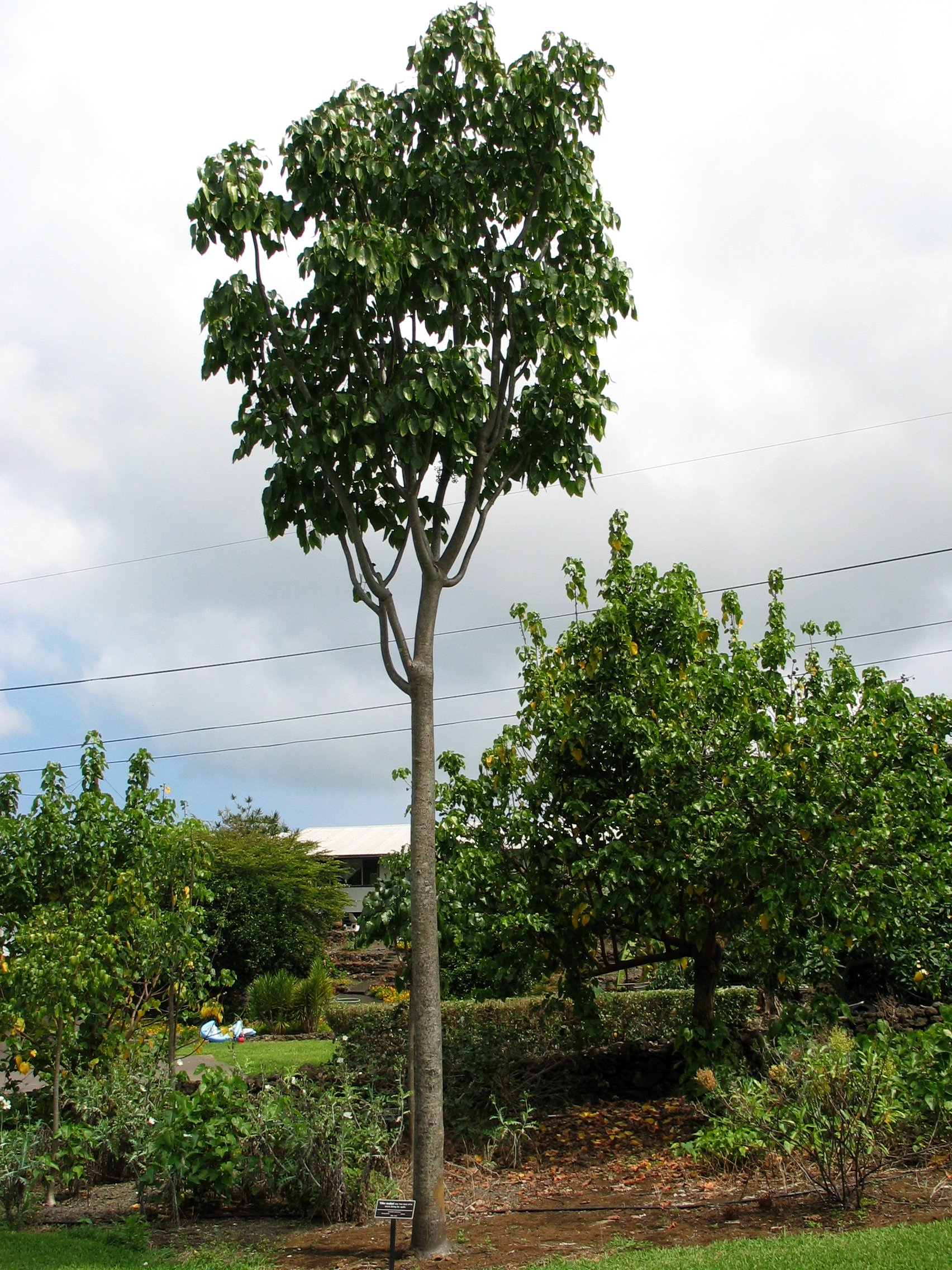